# توماس تومسون (كيميائي)
توماس تومسون (بالإنجليزية: Thomas Thomsonْْْْ)‏ هو عالم اسكتلندي في مجال علمي الكيمياء والمعادن، والذي عاش في الفترة ما بين سنتي 1773 إلى 1852.
ساهمت كتاباته في نشر نظرية دالتون الذرية، كما ساهم في تطوير نوع خاص من المكثاف لقياس نسبة السكر في المحاليل. ينسب إلى تومسون تسمية عنصر السيليكون.